# Margit Evelyn Newton
Margit Evelyn Newton, pseudonimo di Margit Gansbacher (Bolzano, 12 ottobre 1962), è un'attrice italiana.
È apparsa in circa 20 pellicole nel corso della sua carriera tra il 1979 e il 1992. 

## Biografia
Nativa di Bolzano, è l'ultima di cinque figli. Ha studiato alle elementari e alle medie in un collegio, lontana dal suo paese d'origine Sarentino e dalla sua famiglia. Successivamente ha frequentato l'istituto d'arte in Val Gardena e dopo la maturità si è spostata a Roma per frequentare l'Accademia delle belle arti.
Ha debuttato nel 1979 con una parte nel film commedia erotica La vedova del trullo girato in Puglia dal regista Franco Bottari. Un anno più tardi è stata nel cast L'ultimo cacciatore diretto da Antonio Margheriti. Sempre nel medesimo anno è stata la protagonista dell'horror Virus - L'inferno dei morti viventi di Bruno Mattei. Ha poi recitato in Mafia, una legge che non perdona di Roberto Girometti. 
Più volte ha posato senza veli per i paginoni delle riviste maschili Playmen e Ginfilm nel periodo tra il 1981 e il 1988. È apparsa in copertina anche su altri magazine, come Gin Fizz, Men e Skorpio. 
Con la riscoperta dei film anni ottanta da parte della televisione, diventerà memorabile nella scena del ceffone a Gianni Cavina in Cornetti alla crema.
Il suo ruolo più importante è stato probabilmente quello nel film In viaggio con papà diretto da Alberto Sordi nel 1982. È stata inoltre attrice secondaria in L'ultimo guerriero, un film di avventura di Romolo Guerrieri. È apparsa ancora in Un tenero tramonto per la regia di Raimondo Del Balzo e in Una tenera follia e La puritana entrambi di Ninì Grassia. Ha partecipato a un episodio della serie TV Classe di ferro , per la regia di Bruno Corbucci.
Nei primi anni novanta ha accantonato la sua carriera, per metter su famiglia e diventare insegnante di Ananda Yoga. Nel terzo millennio ha partecipato sporadicamente ad altri film come Il piacere di piacere nel 2002 o il cortometraggio Il maggiordomo e la ninfetta nel 2006, entrambi per la regia di Luca Verdone.

## Filmografia

### Cinema
- La vedova del trullo, regia di Franco Bottari (1979)
- Mafia, una legge che non perdona, regia di Roberto Girometti (1980)
- L'ultimo cacciatore, regia di Antonio Margheriti (1980)
- Virus - L'inferno dei morti viventi, regia di Bruno Mattei (1980)
- Cornetti alla crema, regia di Sergio Martino (1981)
- In viaggio con papà, regia di Alberto Sordi (1982)
- L'ultimo guerriero, regia di Romolo Guerrieri (1984)
- Un tenero tramonto, regia di Raimondo Del Balzo (1984)
- Le avventure dell'incredibile Ercole, regia di Luigi Cozzi (1985)
- Una tenera follia, regia di Ninì Grassia (1986)
- Il lupo di mare, regia di Maurizio Lucidi (1987)
- Il giustiziere del Bronx, regia di Vanio Amici (1987)
- La puritana, regia di Ninì Grassia (1989)
- Ho vinto la lotteria di capodanno, regia di Neri Parenti (1989)
- Giorni felici a Clichy (Jours tranquilles à Clichy), regia di Claude Chabrol (1990)
- Il piacere di piacere, regia di Luca Verdone (2002)
- Il siero della vanità, regia di Alex Infascelli (2004)
- La ninfetta e il maggiordomo, regia di Luca Verdone – cortometraggio (2006)

### Televisione
- Il vigilie urbano – serie TV, episodio 2x02 (TV) 2x12 (DVD) (1989)
- Classe di ferro – serie TV, episodio 2x03 (1991)

## Programmi televisivi
- Drive in – programma TV (1983)